# Агрегатно състояние
Агрегатно състояние е състояние на веществото, което се характеризира с определени качествени свойства. Четири агрегатни състояния могат да се наблюдават в ежедневието – твърдо, течно, газообразно и плазма. Известни са и други агрегатни състояния, които могат да съществуват само при екстремни условия, например Бозе-Айнщайнова кондензация, неутронно изродена материя или кварк-глуонна плазма, които възникват съответно при крайно ниска температура, крайно висока плътност и крайно високоенергийно цветнозаредено вещество. Някои други агрегатни състояния се смятат за възможни, но не са наблюдавани експериментално. Най-разпространеното агрегатно състояние във Вселената е плазмата, на която се падат около 99% от видимата материя, включително основната маса на звездите.
В миналото разграничението между агрегатните състояния е правено въз основа на качествени разлики между тях. Веществото в твърдо състояние запазва постоянен обем и форма, като съставните частици (атоми, молекули или йони) са близки една до друга и с постоянно положение. Течните вещества имат постоянен обем, но променлива форма, изменяща се според съда, в който се намират, техните частици са близко разположени, но се движат свободно. Газообразната материя има променлив обем и форма, зависещи от съда, а частиците ѝ са раздалечени и подвижни. В плазмено състояние веществото е с променлива форма и обем, но освен неутрални атоми съдържа и значително количество свободно движещи се йони и електрони.
Веществата могат да преминават от едно агрегатно състояние в друго, като това се съпровожда със скокообразно изменение на свободната енергия, плътността, ентропията и други основни физически характеристики. Често дадено агрегатно състояние се нарича и фаза, затова тези промени се наричат фазови преходи. Така например топенето е фазов преход, при който твърдо вещество преминава в течно, което обикновено става при повишаване на температурата над определена граница, наричана температура на топене.

## Четирите фундаментални състояния

### Твърдо състояние
Твърдо се нарича агрегатното състояние, характеризиращо се със способност на веществото да запазва обема и формата си. Частиците (йони, атоми или молекули) в твърдите тела са разположени близо една до друга. Свързващите ги сили са силни и те не могат да се движат свободно, а само извършват слаби трептения около състоянието си на равновесие. На това се дължи устойчивата и определена форма и обем. Твърдите тела променят формата си само под действието на сила, например при счупване или срязване.
В зависимост от това как са подредени атомите в твърдите тела, се наблюдава по-голяма подреденост (далечен порядък) и по-малка (близък порядък) и веществата се делят съответно на кристални и аморфни. При кристалните твърди вещества частиците (атоми, молекули или йони) са разположени в определен порядък. Съществуват различни видове кристални структури и едно и също вещество може да има повече от една такава структура (твърда фаза). Например, желязото има кубична обемноцентрирана структура при температури под 912 °C и кубична стенноцентрирана структура между 912 и 1394 °C. Ледът има петнадесет известни кристални структури (твърди фази), които съществуват при различни температури и налягания. Стъклото и други некристални (аморфни) твърди вещества без далечен порядък не са основни състояния в топлинно равновесие и понякога са определяни като некласичски агрегатни състояния.
Твърдите вещества могат да се превръщат в течности чрез топене, а течностите да преминават в твърдо състояние чрез замръзване. Директният преход на твърдо вещество в газ се нарича сублимация, а обратният, от газ в твърдо вещество – десублимация.

### Течност
Течностите са почти несвиваеми флуиди, които заемат формата на съда, в който се намират, но запазват почти постоянен обем независимо от налягането. Когато твърдо вещество се загрее над температурата на топене, то се превръща в течност, стига налягането да е по-високо от тройната точка на веществото. Силите между частиците (атоми, молекули или йони) са значителни, но те имат достатъчно енергия, за да се придвижват една спрямо друга и структурата е подвижна. Това означава, че формата на течността не е определена, а зависи от съда. Обемът обикновено е по-голям от този на съответното твърдо вещество, като най-известното изключение е водата (H2O). Най-високата температура, при която дадена течност може да съществува, е нейната критична точка. На границата с другите тела междумолекулните сили се проявяват като повърхностно напрежение. При определени условия настъпва втвърдяване или изпарение на течностите.
Само два химични елемента са течности при стайна температура – живак и бром. Най-важната течност е водата, която е от съществено значение за поддържане живота на Земята.

### Газ
Газът е свиваем флуид, който не само заема формата на съда, в който е поставен, но и може да се разшири, за да го изпълни. Частиците (молекули, атоми или йони) в газовете имат достатъчна кинетична енергия, за да преодолее до голяма степен (или напълно при идеален газ) ефекта на действащите между тях сили, като обикновено разстоянието между съседните частици е много по-голямо от техния размер. Газът няма определена форма и обем, а заема целия съд, в който е поставен. При атмосферно налягане обемът на едно вещество в газообразно състояние е около 1000 пъти по-голям от обема на съответната течност.
Течностите могат да се превърнат в газове чрез загряване при постоянно налягане до температурата на кипене или чрез намаляване на налягането при постоянна температура. При температури под критичната точка газовете се наричат пара и могат да бъдат втечнени само чрез повишаване на налягането, без охлаждане. Парата може да съществува в равновесие с течност (или твърдо вещество), като в този случай се нарича наситена пара.
Надкритичните флуиди са газове с температура и налягане съответно над критичната температура и налягане – в това състояние разграничението между течност и газ изчезва. Надкритичните флуиди имат физичните свойства на газ, но в някои случаи голямата плътност му придава свойства на разтворител, което им дава някои полезни приложения. Например, надкритичният въглероден диоксид се използва за екстракция на кофеин при производството на безкофеиново кафе.

### Плазма
Плазмата е цялостно или частично йонизирано вещество с голяма относителна концентрация на йоните, еднаква или почти еднаква за положителните и отрицателните йони, чиято скорост на движение под действието на външно електрическо поле е по-малка от топлинната им скорост на движение. Подобно на газовете, плазмата няма определена форма или обем, но за разлика от тях тя е електропроводима, създава магнитни полета и електрически ток и реагира силно на електромагнитни сили.
Явлението е открито през 1879 година, а названието плазма получава през 1928 г. Плазмата е най-разпространеното състояние на материята във Вселената – среща се в йоносферата, в светкавиците, в звездните атмосфери, където температурата на най-горещите звезди достига до 60 000 K, в планетарни мъглявини и други. Тя играе важна роля в космическите процеси, тъй като в нея протичат естествените термоядрени реакции – източник на звездната енергия. Изкуствено се създава при някои газови разряди, при електрическа дъга, електрическа искра и други. Плазмата изпълва разрядното пространство на газоразрядните лампи. Интересно приложение има в плазмените дисплеи.
Характерно свойство на плазмата е възможността в нея да възникват електромагнитни трептения на йоните с много широк честотен спектър – от звукова честота до честоти от порядъка на милиони трептения в секунда. Интересът към плазмата е силно повишен във връзка с проблемите на управляемите термоядрени реакции, при които е необходимо получаване на плазма с много висока температура. Действието на подходящи силни магнитни полета служи за задържане на плазмата в дадено пространство и откъсване от стените на съда, което води до стабилизиране и термоизолация. Така може да се получи плазма с температура няколко десетки милиона келвина, а се очаква и до няколкостотин милиона градуса, достатъчна за протичане на термоядрена реакция. Не са преодолени всички трудности при образуването на напълно стабилна, дълготрайна, високотемпературна плазма, необходима за получаване на енергия за сметка на ядрен синтез.
Газовете обикновено се трансформират в плазма чрез прилагане на голямо електрическо напрежение между две точки или чрез нагряването им до висока температура. Силното нагряване на веществото позволява на електроните да напуснат атомите и създават среда от свободни електрони. При много високи температури, като тези в звездите, се смята, че практически всички електрони са свободни и такава високоенергийна плазма представлява всъщност голи атомни ядра в среда от електрони.

## Фазови преходи
Агрегатните състояния се характеризират и чрез фазовите преходи – резки промени в структурата и свойствата при преминаване от едно състояние в друго. Отделните агрегатни състояния могат да се дефинират и като набор от термодинамични състояния, разграничен от всеки друг набор състояния чрез фазов преход. Например, водата има няколко отделни твърди състояния. Появата на свръхпроводимост е свързана с фазов преход, следователно съществува свръхпроводимо агрегатно състояние. По подобен начин феромагнитните състояния са разграничени от фазови преходи и имат различни свойства. Когато промяната на агрегатното състояние се осъществява на няколко етапа, междинните стъпки се наричат мезофази. Такива мезофази намират приложение в технологията на течните кристали.
Фазов преход е преминаването от една фаза в друга. Преминаването от едно агрегатно състояние в друго е частен случай на смяна на фазата. То се извършва чрез изпарение, втечняване, кристализация, сублимация, топене и други. Извършва се когато се създават или разкъсват значително количество физични връзки между молекулите на веществото при съответно поглъщане или отделяне на енергия. При това се променят физични характеристики като плътност, вискозитет, оптични свойства.
Агрегатното състояние на дадено вещество може да се променя в зависимост от налягането и температурата, преминавайки в друго състояние. Например твърдите вещества преминават в течности с нарастване на температурата. Близо до абсолютната нула всички вещества са в твърдо състояние. При нарастване на температурата, те се превръщат в течности при температурата на топене и в газ при температурата на кипене, а при продължаващо нагряване достигат състояние на плазма.
Вещества, които не са съставени от молекули, а се структурират от други сили, също могат да се разглеждат като агрегатни състояния. Примери за това са свръхфлуидите, като фермионния кондензат, или кварк-глуонната плазма.

## Некласически състояния

### Стъкла и пластични кристали
Стъклото е некристално или аморфно твърдо вещество, което преминава през фазов преход при нагряване до течно състояние. Стъклата в общ смисъл могат да бъдат формирани от широко разнообразие материали – неорганични структури (като обичайното стъкло, получавано от силикат с добавки), метални сплави, йонни стопилки, водни разтвори, молекулни течности и полимери. От термодинамична гледна точка стъклото е в метастабилно състояние по отношение на кристалното си съответствие, но степента на преминаване между двете състояния е практически нулева.
Пластичните кристали са молекулни твърди вещества с подредена структура, но при тях съставните молекули запазват ротационна свобода, а при ориентационното стъкло тази степен на свобода е отнета, но частиците са заели произволна позиция. По подобен начин в спиновото стъкло е замразен магнитния безпорядък.

### Течни кристали
Течният кристал е органично съединение, което при провеждане на ток през него завърта молекулите си на 90 градуса. Ако пред него се сложи поляризатор се получава ефект на потъмняване. Течните кристали са материали със структура, прилична на желе, която е междинна между тази на течностите и кристални твърди вещества. Като в течностите, молекулите на течните кристали могат да текат. Като при твърдите кристали обаче, молекулите им се подреждат по определен начин и свойствата им зависят от посоката (проявяват анизотропия). Както и твърдите кристали, течните кристали показват полиморфизъм; например, те могат да преминат в различни структурни модели, всеки със специфични свойства.
Например, нематичната фаза се състои от удължени молекули, както при параазоксианизола, който е нематичен при температури 118 до 136 °C. В това състояние молекулите текат, както при течност, но всички те са насочени в една и съща посока и не могат да се завъртат свободно.

### Магнитно структурирани вещества
Атомите на преходните метали често имат магнитен момент, заради нетния спин на електроните, които не образуват двойки, нито химични връзки. При някои твърди вещества магнитните моменти на отделните атоми са структурирани и образуват феромагнити, антиферомагнити или феримагнити.
При феромагнитите, като твърдото желязо, магнитният момент на всички атоми в даден магнитен домен имат една и съща посока. Ако домените също са подравнени, твърдото вещество е постоянен магнит, проявяващ магнитни свойства дори и без да е поставен във външно магнитно поле. Магнитизацията изчезва, когато магнитът се нагрее до температурата на Кюри (768 °C за желязото).
При антиферомагнитите има две мрежи от равни и противоположни магнитни моменти, които се неутрализират един друг и нетната магнитизация е нулева. Например, при никеловия оксид (NiO) половината никелови атоми имат моменти, ориентирани в една посока, а другата половина – в противоположна посока. При феримагнитите двете мрежи от магнитни моменти са противоположни, но не са равни, така че неутрализацията е непълна и те имат ненулева нетна магнитизация. Например, магнетитът (Fe3O4) съдържа Fe2+ и Fe3+ йони с различни магнитни моменти.
Друго подобно състояние е спиновата течност – неподредено състояние на система от взаимодействащи си квантови спинове, която запазва своята неподреденост и при много ниски температури, за разлика от другите неподредени състояния. То не е течно във физичен смисъл, а твърдо вещество с неподредени магнитни свойства. Спиновите течности не са нито феромагнити, при които магнитните домени са еднопосочни, нито антиферомагнити, при които магнитните домени са противоположни – при тях магнитните домени са произволно ориентирани. Това може да се получи при геометрична фрустрация на магнитните моменти. При охлаждане и установяване на агрегатното състояние домените трябва да приемат дадена ориентация, но ако възможните състояния са със сходна енергия, ориентацията е произволна. В резултат на това при спиновите течности няма едромащабен магнитен порядък, въпреки дребномащабния порядък.

### Кополимери и йонни течности
Кополимерите могат да претърпяват микрофазово разделяне, образувайки различни периодични наноструктури. Микрофазовото разделяне е подобно на фазовото разделяне между масло и вода. Поради химичната несъвместимост между блоковете, при блоковите кополимери протича аналогично фазово разделяне. В същото време, тъй като блоковете са свързани помежду си с ковалентни връзки, те не се отделят на макроскопично ниво, както водата и маслото, а образуват структури с нанометрични размери. В зависимост от относителните дължини на всеки блок и общата блокова топология на полимера могат да се получат множество морфологии, всяка от които е особена фаза на веществото.
Микрофазово разделяне се наблюдава и при йонните течности. Анионите и катионите невинаги са съвместими и биха се разделили, ако електрическите заряди не ги задържаха заедно. Така анионите и катионите се разполагат в структурирани слоеве, а не произволно, като при обикновените течности.

## Нискотемпературни състояния

### Свръхфлуиди
При температури близо до абсолютната нула някои течности формират второ течно състояние, описвано като свръхвлуид, заради нулевия им вискозитет или безкрайна флуидност – те текат без вътрешно триене. Свръхфлуидността е особено състояние на веществото (термодинамична фаза), при което то придобива свойството да протича през тесни процепи и капиляри без триене. Явлението е открито през 1937 година при хелия, който се превръща в свръхфлуид под ламбда температура от 2,17 K. В това състояние той се опитва да се изкачи по стените на съда, в който е поставен. Свръхфлуидите имат и безкрайна топлопроводимост, поради което в тях не може да се формира температурен градиент. Поставянето им във въртящ се съд води до формирането на квантови вихри.
Характерните свойства на свръхфлуидите се обясняват с теорията, че в свръхфлуидно състояние масовият изотоп хелий-4 образува Бозе-Айнщайнова кондензация (вижте по-долу). При по-нови изследвания е установено формирането на свръхфлуиди от фермионна кондензация при още по-ниски температури от редкия изотоп хелий-3 и от литий-6.

### Бозе-Айнщайнова кондензация
Кондензацията на Бозе-Айнщайн е агрегатно състояние на физична система от бозони с температура много близка до абсолютната нула. При него свръхохладеното вещество спира да се държи като сбор от частици, а попада в единствено квантово състояние, описвано с една обща вълнова функция.
Тази форма на материята е предсказана теоретично от индийския физик Сатиендра Нат Бозе през 1924. Бозе първоначално изпраща статията си в списанието „Цайтшрифт фюр Физик“, но получава отказ за публикуването ѝ. По тази причина той изпраща работата си на известния физик Алберт Айнщайн, който разбира важността ѝ и урежда публикуването ѝ. В тази статия Бозе разглежда фотоните като газ от бозони, на които прилага условието за термодинамично равновесие, и оттам извежда закона на Планк за излъчването на абсолютно черното тяло.
В газова фаза Бозе-Айнщайновата кондензация остава непотвърдена теоретична конструкция в продължение на дълги години. Първата кондензация на Бозе-Айнщайн е получена експериментално 70 години след трудовете на Бозе от Ерик Корнел и Карл Уиман в Обединения институт по лабораторна астрофизика в Боулдър, Колорадо. Бозе-Айнщайновата кондензация е наблюдавана в свръхохладен газ от 2000 рубидиеви атома, охладени до температура от 20 нанокелвина (2.0 × 10 -8K). По-късно, група, водена от Волфганг Кетерле от MIT, постига кондензация от 500 000 натриеви атома. На тримата експериментатори е присъдена Нобелова награда по физика за 2001.

### Други нискотемпературни състояния
Фермионната кондензация е подобна на Бозе-Айнщайновата кондензация, но е съставена не от бозони, а от фермиони. Принципът на Паули не позволява на фермионите да влязат в едно и също квантово състояние, но всяка двойка фермиони може да се държи като бозон и сборът такива двойки може да влезе в общо квантово състояние без ограничение.
Едно от метастабилните състояния на силно неидеалната плазма е веществото на Райдберг, което се формира като кондензация на възбудени атоми. Тези атоми могат също да се превърнат в йони и електрони, ако достигнат определена температура. Експериментално са наблюдавани и молекули на Райдберг, съставени от атоми на Райдберг и атоми в основно състояние.